# Charlottenkreuz

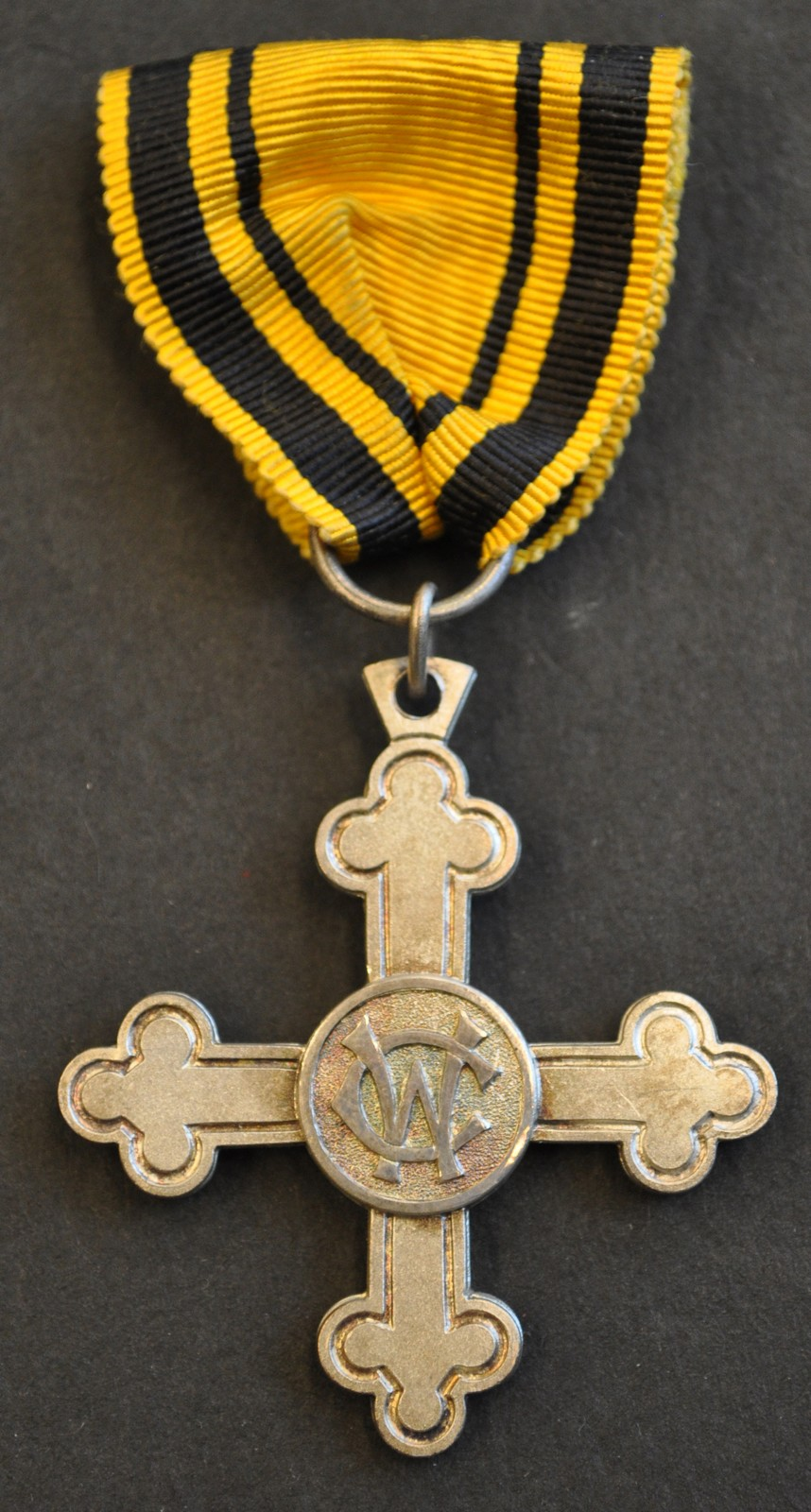
Charlottenkreuz

Bandschnalle

Das Charlottenkreuz wurde am 5. Januar 1916 von König Wilhelm II. von Württemberg gestiftet und konnte allen Personen verliehen werden, die sich im Felde oder in der Heimat besondere Verdienste um die Pflege der Verwundeten und Erkrankten oder auf dem Gebiet der allgemeinen Kriegsfürsorge erworben hatten.
Die Dekoration ist ein versilbertes Kleeblattkreuz, das im Medaillon die verschlungenen Initialen  C W (Charlotte und Wilhelm) zeigt sowie rückseitig die Jahreszahl 1916.
Getragen wurde die Auszeichnung an einem gelben Band mit einem schmalen und einem breiten schwarzen Seitenstreifen auf der linken Brustseite.